# 哈國興

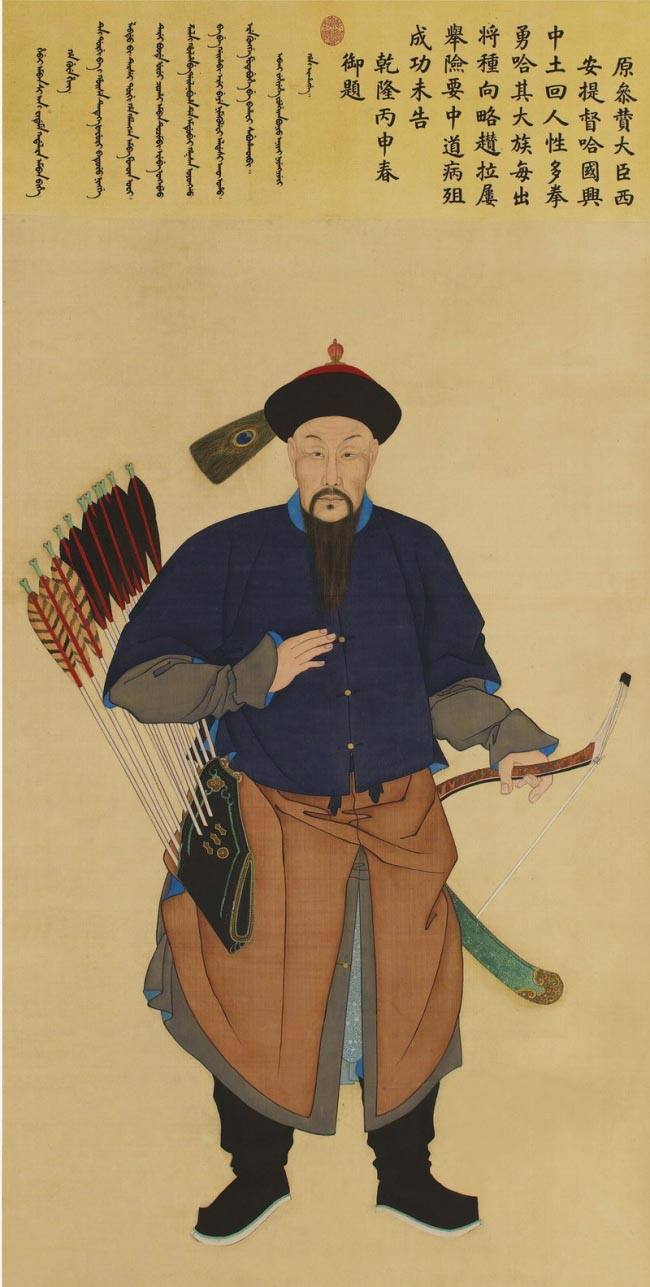
哈國興

哈國興（？—1772年），直隸河間人。清朝著名將領。
父哈攀龍，官貴州提督。乾隆十七年（1752年），哈國興中式壬申恩科武進士，授三等侍衛。歷貴州提督、雲南提督加太子少保、貴州古州鎮總兵、雲南臨元鎮總兵。乾隆三十七年，擢任西安提督，授為參贊大臣，征大小金川時病逝。加贈太子太保，諡壯武，入祀昭忠祠。命圖形紫光閣。
子哈文虎，由父廕恩授守備。乾隆三十八年，於木果木陣亡，入祀昭忠祠，恩賜其弟哈文彪為千總。